# Jimmy Tatro
James Richard Tatro, dit Jimmy Tatro (né le 16 février 1992 à Los Angeles) est un acteur américain. 

## Biographie
Jimmy Tatro est né le 16 février 1992 à Los Angeles. Ses parents sont Maria Louise et Scott Tatro.
Il a une sœur, Laura Tatro et un frère, John Tatro.

### Vie privée
Il est en couple avec l'actrice Zoey Deutch depuis 2021.

## Carrière
Jimmy Tatro est le créateur et la star de la chaîne YouTube LifeAccordingToJimmy, qui a approximativement 3,41 millions d'abonnés et 721 millions de vues.

## Filmographie

### Cinéma

#### Longs métrages
- 2012 : Copains pour toujours 2 (Grown Ups 2) de Dennis Dugan : un garçon de la fraternité
- 2014 : 22 Jump Street de Phil Lord et Chris Miller : Rooster
- 2015 : Les Aventures de Gamba (Gamba : Ganba to nakamatachi) de Tomohiro Kawamura et Yoshihiro Komori : Matthew (voix)
- 2016 : Blue Mountain State : The Rise of Thadland de Lev L. Spiro : Dick Dawg
- 2016 : Boo! A Madea Halloween de Tyler Perry : Sean
- 2016 : FML de Jason Nash : Bobby Fellows
- 2018 : Yéti et Compagnie (Smallfoot) de Karey Kirkpatrick et Jason A. Reisig : Thorpe (voix)
- 2018 : Super Troopers 2 de Jay Chandrasekhar : Lance Stonebreaker
- 2018 : Camp Manna d'Eric Scott Johnson et Eric Machiela : Clayton Vance
- 2019 : Bad Education de Cory Finley : Jim Boy McCarden
- 2019 : Stuber de Michael Dowse : Richie Sandusky
- 2020 : The King of Staten Island de Judd Apatow : un pompier
- 2020 : The Wolf of Snow Hollow de Jim Cummings : PJ Palfrey
- 2021 : Steve, bête de combat (Rumble) d'Hamish Grieve : McGinty (voix)

#### Court métrage
- 2015 : How to Have Sex on a Plane de Michael J. Gallagher et lui-même : l'homme (également co-scénariste)

### Télévision

#### Séries télévisées
- 2017 : Drive Share : le passager
- 2017 - 2018 : American Vandal : Dylan Maxwell
- 2017 - 2020 : The Real Bros of Simi Valley : Xander
- 2018 : Angie Tribeca : Paul Boneson
- 2018 : Charmed : Gideon
- 2018 : The Guest Book : Bodhi
- 2018 - 2019 : Modern Family : Bill
- 2019 - 2020 : Tacoma FD : Sergent Chuck
- 2019 - 2021 : Fast and Furious : Les Espions dans la course (Fast & Furious Spy Racers) : Mitch (voix)
- 2020 - 2021 : The Mighty Ones : Bucky / Leaf (voix)
- 2021 : The Now : Hal
- 2021 - 2022 : Home Economics : Connor
- 2022 : The Afterparty : Officier Kleyes

### Jeu vidéo
- 2018 : Madden NFL 19 : Longshot Homecoming : Wendell Chase

### Clip
- 2018 : Lil Dicky feat Chris Brown - Freaky Friday : un fan